# Día de los Fieles Difuntos
El Día de los Fieles Difuntos es un día festivo religioso dentro de las Iglesias católicas, en memoria de los fallecidos. Se conmemora el 2 de noviembre y su objetivo es orar por aquellos fieles que han acabado su vida terrenal y, en el caso católico, por quienes se encuentran aún en estado de purificación en el Purgatorio. 
Las principales iglesias, Iglesias Cristianas Ortodoxas Occidentales, Unión de Utrecht (Iglesias), Comunión de Porvoo, así como Comunión anglicana e Iglesia católica, acordaron tener el mismo calendario y días de celebraciones religiosas y santoral para facilitar las asistencia a sus feligreses a sus respectivas celebraciones.

El Día de los Difuntos [...] el día designado en la Iglesia de Occidente para la conmemoración de los difuntos fieles. La celebración se basa en la doctrina de que las almas de los fieles que al tiempo de morir no han sido limpiadas de pecados veniales, o que no han hecho expiación por transgresiones del pasado, no pueden alcanzar la Visión Beatífica, y que se les puede ayudar a alcanzarla por rezos y por el sacrificio de la misa. [...] Ciertas creencias populares relacionadas con el Día de los Difuntos son de origen pagano y de antigüedad inmemorial. Así sucede que los campesinos de muchos países católicos creen que en la noche de los Difuntos los muertos vuelven a las casas donde antes habían vivido y participan de la comida de los vivientes.
tomo I, pág. 709

## Antecedentes
En el libro Segundo de los Macabeos está escrito: «Mandó Juan Macabeo ofrecer sacrificios por los muertos, para que quedaran libres de sus pecados» (2 Mac. 12, 46). Análogamente, en los primeros días de la Cristiandad se escribían los nombres de los hermanos que habían partido en la díptica, que es un conjunto formado por dos tablas plegables, con forma de libro, en las que la Iglesia primitiva acostumbraba a anotar en dos listas pareadas los nombres de los vivos y los muertos por quienes se había de orar.
En el siglo VI los benedictinos tenían la costumbre de orar por los difuntos al día siguiente de Pentecostés. En el siglo V había una celebración parecida el sábado anterior al sexagésimo día antes del Domingo de Pascua (domingo segundo de los tres que se contaban antes de la primera de Cuaresma) o antes de Pentecostés.
En Alemania cerca del año 980, según el testimonio del cronista medieval Viduquindo de Corvey, hubo una ceremonia consagrada a la oración de los difuntos el día 1 de noviembre, fecha aceptada y bendecida por la Iglesia romana. Probablemente a causa de los movimientos milenaristas, alrededor del año 1000, la conmemoración de los Fieles Difuntos, el día 2 de noviembre, se popularizó y extendió por la Cristiandad occidental, especialmente en 998, por idea de San Odilón de Cluny, hasta ser finalmente aceptada en el siglo XVI como fecha en el que la Iglesia celebraría esta fiesta.

## Celebración litúrgica

### Iglesia católica
Para la Iglesia católica, se trata de una conmemoración, como un recuerdo que la Iglesia hace en favor de todos los que han muerto en este mundo (los fieles difuntos), pero aún no pueden gozar de la presencia de Dios, porque están purificando, en el purgatorio, los efectos que ocasionaron sus pecados.
Este día, los creyentes ofrecen sus oraciones (llamadas sufragios), sacrificios y la misa para que los fieles difuntos de la Iglesia purgante terminen con esta etapa y lleguen a la presencia de Dios. Hay, pues, una gran diferencia en la fiesta del día primero y el ambiente de oración y sacrificio del día dos.
Aunque la iglesia siempre ha orado por los difuntos, fue a partir del 2 de noviembre del año 998 cuando se creó un día especial para ellos. Esto fue instituido por el monje benedictino San Odilón de Cluny. Su idea fue adoptada por Roma en el siglo XVI y de ahí se difundió al mundo entero.

#### Iglesias católicas orientales

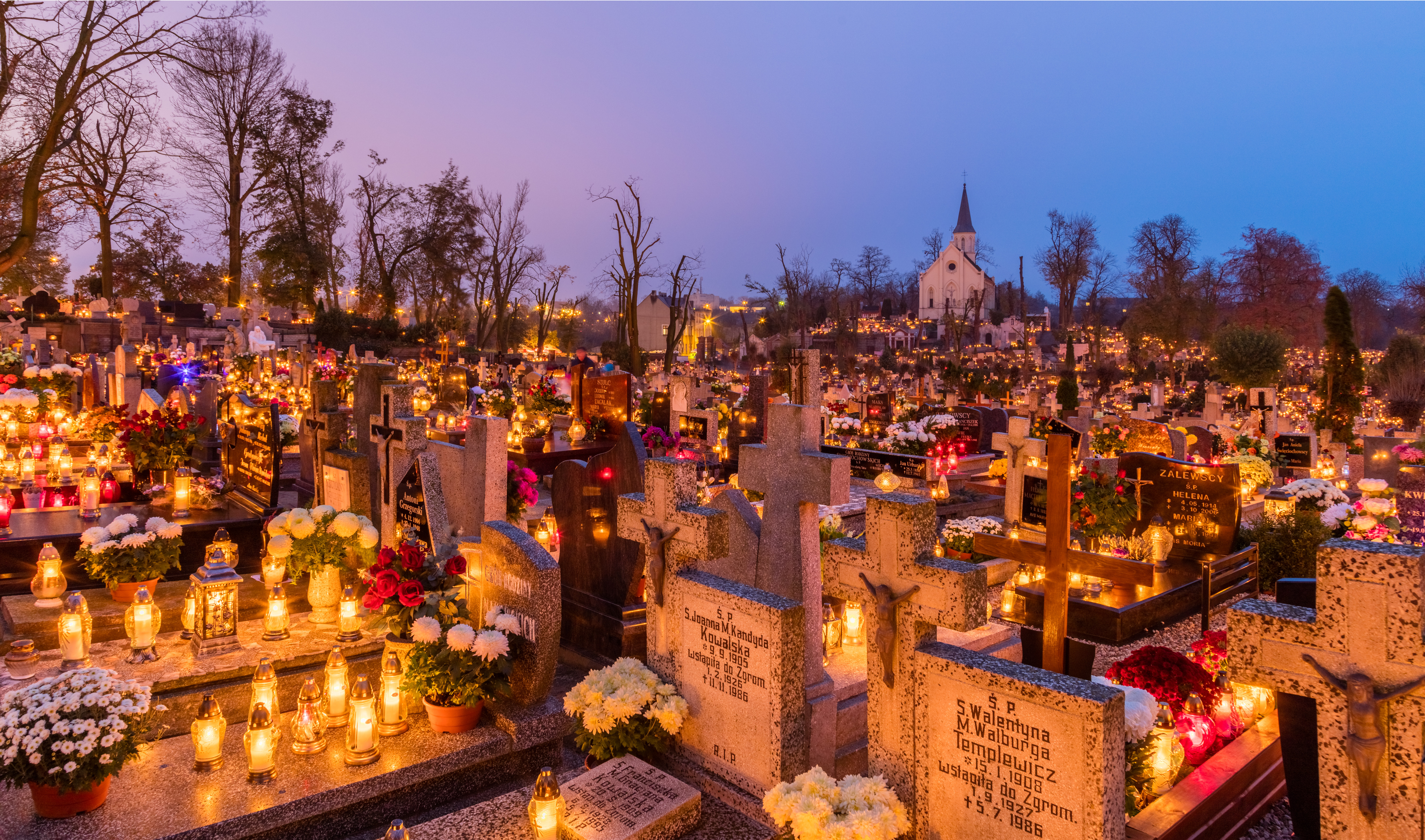
Un cementerio en Gniezno, Polonia: flores y velas colocadas para honrar a los familiares fallecidos (2017)

Entre los cristianos orientales hay varios días dedicados a la oración por los difuntos, muchos de ellos caen en sábado, durante el tiempo de la Cuaresma o Pascua. En el rito de la Iglesia Ortodoxa Griega, esta fiesta se celebra en la Víspera de la Sexagésima, o en la Víspera de Pentecostés, mientras que la Iglesia Armenia celebra la «Pascua de los difuntos» al día siguiente de Pascua de Resurrección.
En la Iglesia Serbia hay también una Conmemoración de los difuntos, celebrada el sábado siguiente a la fiesta de la Concepción de san Juan Bautista (23 de septiembre).

### Iglesia anglicana y otras
Es una celebración que se realiza el 2 de noviembre complementando al Día de Todos los Santos (celebrado el 1 de noviembre), cuyo objetivo es orar por aquellos fieles que han acabado su vida terrenal y, especialmente, por aquellos que se encuentran aún en estado de purificación en el Purgatorio.
La celebración de esta fiesta dedicada a los difuntos persigue, en la mayoría de las culturas, el objetivo de apaciguar a los muertos más recientes que vagan aún por la tierra sin encontrar el lugar de reposo es una celebración que se realiza el 2 de noviembre complementando al Día de Todos los Santos (celebrado el 1 de noviembre), cuyo objetivo es orar por aquellos fieles que han acabado su vida terrenal y, especialmente, por aquellos que se encuentran aún en estado de purificación en el Purgatorio.
Durante la Reforma protestante, la celebración de los Fieles Difuntos fue fusionada con la de Todos los Santos por la Iglesia Anglicana, aunque fue renovada por ciertas Iglesias conectadas con el Movimiento de Oxford en el siglo XIX.
Entre algunos protestantes no anglicanos la tradición ha sido mantenida tenazmente. A pesar de la influencia de Lutero, que abolió esta celebración en Sajonia, y de las penas eclesiásticas luteranas, sobrevive esta celebración en la Europa protestante. 
En las iglesias evangélicas de Alemania y Suiza se conmemora a los difuntos en el llamado Domingo de los difuntos o Domingo de la eternidad, que se celebra el último domingo antes de Adviento y es, por tanto, el último del año eclesiástico.

## Tradiciones del Día de los Fieles Difuntos

### España
En España, como en otras partes del mundo, veneran a sus difuntos; se continúa con la tradición de estas fechas de asistir al cementerio para rezar por las almas de quienes ya abandonaron este mundo. Está acompañada de un profundo sentimiento de devoción, donde se tiene la convicción de que el ser querido que se marchó pasará a una mejor vida, sin ningún tipo de dolencia, como sucede con los seres terrenales. También hay tradición en la repostería. Se hacen dulces típicos para la fecha, como los "huesos de santo". Son unos postres elaborados de mazapán, de color blanco y forma alargada y cilíndrica, originalmente rellenos de dulce de yema que recuerdan a tibias. En las islas Canarias se conoce como el Día de Finados, durante el cual, en la noche del 1 al 2 de noviembre, se solían reunir amigos y familiares para velar esa noche. Contaban historias, cuentos, debatían y hablaban mientras comían los frutos típicos de la época: castañas, nueces, manzanas y dulces; acompañando tales viandas con anís o ron miel.

### Francia
En Francia la gente de todos los rangos y credos decora los sepulcros de sus muertos en la Fête des morts.[cita requerida]

### México

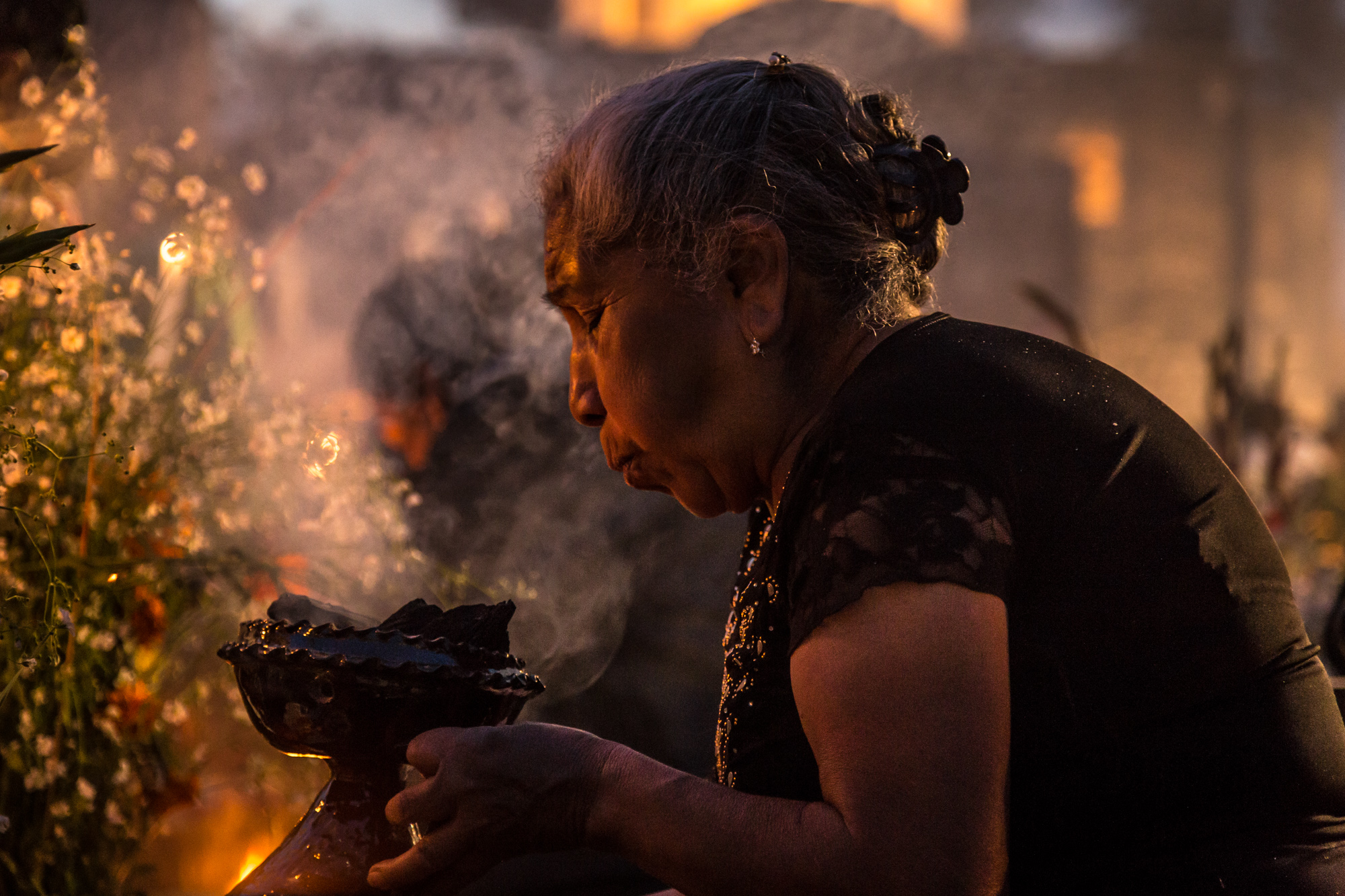
Mujer en la celebración del Día de Muertos.

En México y en algunos países de América Central esta conmemoración religiosa está vinculada con el Día de Muertos. En ella, las familias visitan los cementerios y colocan un altar de muertos en recuerdo de los seres queridos ya fallecidos. Para la antropóloga Elsa Malvido, la explicación del supuesto origen prehispánico y sincrético, del Día de muertos mexicano, apareció a mediados del siglo XX; ya que dicha celebración no sería sino una de las versiones americanas de prácticas culturales cristianas que se remontan a la Edad Media y no al período prehispánico mesoamericano.

### El Salvador
En El Salvador se acostumbra visitar los camposantos con coronas y cruces de flores naturales o artificiales, siendo este día de asueto nacional debido a la gran cantidad de personas se traslada para visitar a sus seres queridos fallecidos. En algunos sectores se acostumbra a enflorar a los niños fallecidos el primero de noviembre, día de todos los santos. [cita requerida]

### Guatemala
En Guatemala se acostumbra llevar una serenata a los camposantos al salir el sol y adornar las tumbas con flores naturales para después regresar a sus hogares y degustar de un platillo tradicional llamado «fiambre» que consiste en una mezcla de verduras y embutidos.[cita requerida]

### Panamá
En Panamá generalmente el Día de los Difuntos se celebra con marchas o romería de colegios e instituciones civiles al camposanto, que aparece arreglado con profusión de flores y es visitado por los familiares de los difuntos, que dedican un instante a recordar al finado. Autoridades locales y diversas personalidades entregan ofrendas florales en las tumbas de personajes notables, cuya labor fue fundamental en el desarrollo histórico del país. En dicha fecha no se puede comprar licor ni en comercios ni en restaurantes hasta después de la medianoche.

### Ecuador

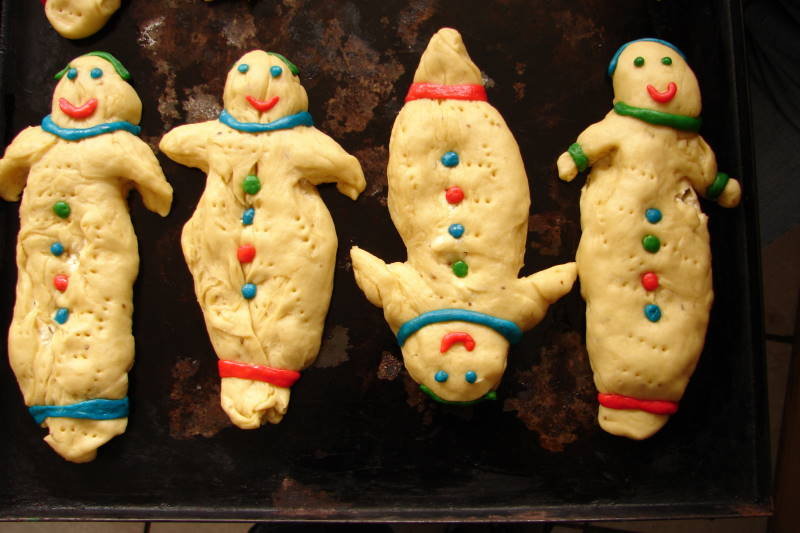
Guaguas de pan

En Ecuador, el Día de los Difuntos se celebra el 2 de noviembre de cada año, siendo esta fecha declarada feriado en el calendario anual. Esta tradición se caracteriza por ser un rito de influencia indígena, en donde la costumbre es preparar e intercambiar entre familiares y amigos las guaguas de pan para consumir con la colada morada, que en algunas áreas rurales son también ofrendas principales en los cementerios. El origen de las guaguas de pan en el territorio ecuatoriano se remonta a tiempos ancestrales. Enrique Tasiguano, antropólogo, concuerda con la historia que narran los abuelos de la zona: cuando los caciques morían, eran momificados y sacados a pasear por la comunidad. Con la llegada de los españoles, ese rito se prohibió, pero la gente —en su afán por mantener sus raíces— logró camuflar esta celebración de la muerte, tomó las figuras de pan y las adaptó a sus creencias. Por eso la guagua de pan no suele tener brazos ni pies. Al inicio se decoraban las guaguas (niños) de pan con el hollín del horno de leña; con el pasar del tiempo la decoración se volvió dulce y colorida. La colada morada, por su parte, está hecha de especias de la zona, como el ishpingo, el clavo de olor, de harina de maíz morado, frutos rojos de la zona, como el mortiño y la frutilla, así como de otros frutos como la piña. Representa la sangre. Originalmente se preparaban los alimentos y se los llevaban a la tumba de los seres queridos. Esta tradición aún se mantiene en ciertas zonas. También la celebración del Día de los Difuntos en Ecuador consiste en realizar vigilias, visitas a los cementerios. Este es un acto que hacen muchos de los ecuatorianos, ya que al visitar su tumba estos sienten una conexión muy espiritual con sus seres queridos, y estos días se llevan a todas las tumbas flores y comida que eran del agrado de los familiares que ya han fallecido.
Un factor a destacar es cómo celebraban muchas culturas antiguas en Ecuador: la comunidad ancestral Puruhá, que actualmente es conocida como la comunidad Kichwa, tiene la tradición de festejar el Día de los Difuntos de la siguiente manera: Cuando a una mujer perteneciente de esta comunidad se le muere su esposo, se pinta la cara de negro y se va arrastrando por los campos de trigo llorando su pérdida y demostrando su dolor y cuánto lo extraña. Otro ejemplo es el del pueblo Inca donde la muerte de muchas de las familias era expresado con gritos de desesperanza y se invocaba al Dios Inti, que es dios Sol en esta cultura, para que así esta luz acompañe siempre en el camino de la eternidad del fallecido.  
Sin duda podemos tener constancia de que esta tradición tiene una gran influencia de los indígenas, especialmente por la que implementan de los alimentos como es el maíz para las guaguas de pan, el tostado, las tortillas, la chicha, etc. Este también nos ha dejado la constancia de que una vez al año las personas pueden reunirse con sus seres queridos de una manera espiritual, ya que al visitar sus tumbas y llevar lo antes mencionado, es como revivir un día junto con esa persona. Si bien es cierto que ya no se hace dando gritos de desesperación o de dolor, pero sí con una charla, una oración y una muestra de fe, en donde una persona puede sentir cómo el ser querido reaccionará y está junto a él. Se come la colada morada.
El Aya Marcay —mes de 'Levantar a los muertos' en quechua— coincide con la costumbre europea de “Todos los Fieles Difuntos” celebrada por la Iglesia católica el 2 de noviembre de cada año.

### Perú

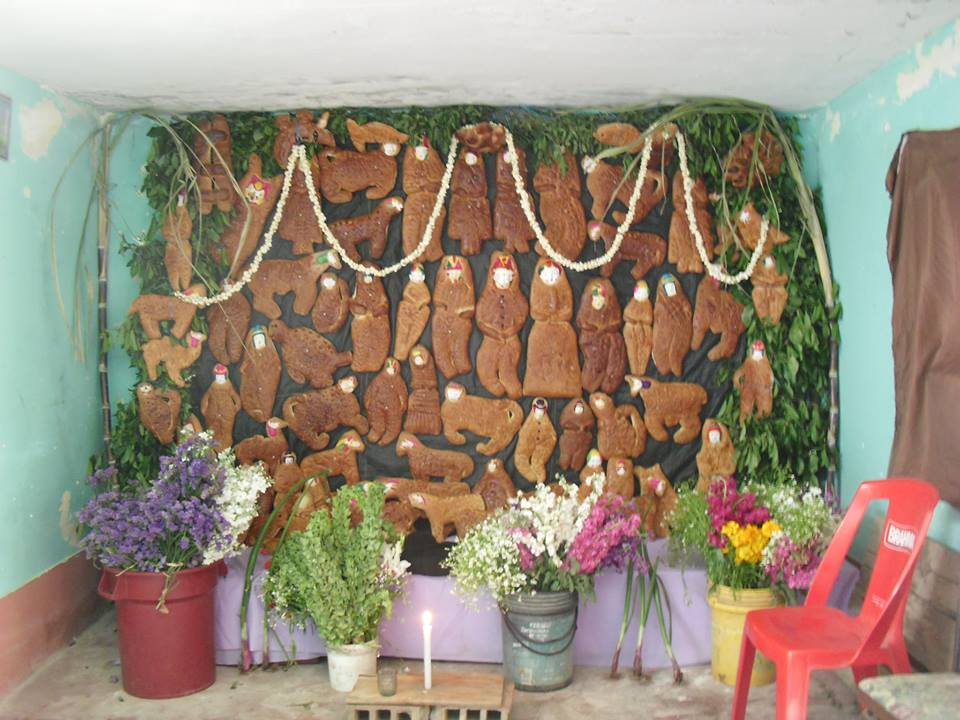
Mesa de tantawawas o guaguas de pan en Tacna.

En Perú se conmemora el Día de todos los Santos y los Fieles Difuntos de manera similar como en Ecuador y en Bolivia. Del 1 al 2 de noviembre, en la sierra central, se colocan ofrendas delante de las fotos o recuerdos de los difuntos. Las ofrendas son generalmente diferentes tipos de panes (guaguas de pan, panes de maíz, de centeno, etc.) preparados en casa y diferentes platos tradicionales que eran los preferidos de los difuntos. Es una ocasión para que los descendientes, familiares y amigos de los difuntos se reúnan, y lo recuerden. Esas reuniones están animadas con los platos y potajes preparados no solo para ofrendas a los difuntos, sino también para esos reencuentros y visitas.
En los cementerios de la aglomeración de Lima se ha popularizado ese día, como día de visita a los difuntos en los grandes cementerios, recordando a los muertos de una manera alegre, con la música que les gustaba, propiciando bailes y consumo de licores. La visita dura todo el día.

### Bolivia

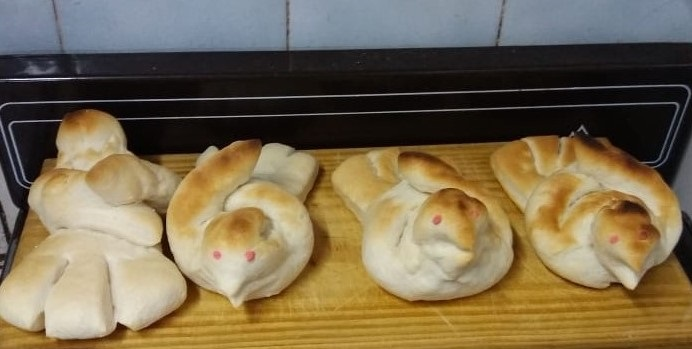
Ofrendas de pan en forma de palomas.

En Bolivia el 1 y 2 de noviembre son fechas importantes porque se conmemora el Día de todos los Santos y los Fieles Difuntos. El 1 de noviembre, la celebración comienza con la previa realización o compra de ofrendas. Las ofrendas son panes con formas de los difuntos, animales como, por ejemplo, palomas, llamas y otros animales a elección particular; también se les da forma de escaleras y cruces entre otros. Y son colocadas y armadas en casa de familias. Se colocan las ofrendas realizadas en base de pan y las masas dulces y todo aquello que al difunto le gustaba en una habitación sobre una mesa, luego se encienden velas, se colocan flores, se reza por el difunto y la gente queda a la espera del alma que a partir del mediodía el difunto ya puede visitarlos. El 2 de noviembre al mediodía se recoge la mesa previo a un rezo y agradecimiento a las almas por su visita y se recoge y reparte las ofrendas entre los familiares, amigos o vecinos que asistieron o participaron en la celebración. También se realiza una visita a los difuntos en el cementerio, llevando flores y coronas para el arreglo de la tumba. En algunas costumbres llevan la mesa a la tumba.

### Argentina
En el noroeste argentino, principalmente en las provincias de Jujuy y Salta, cada 2 de noviembre se conmemora el “Día de las almas”, una jornada en la que las casas y los cementerios se preparan para recibir la visita de aquellos seres queridos que han abandonado el mundo terrenal.
Las familias visitan sus difuntos a los cementerios y crean altares repletos de animales hechos de pan, fotos, las comidas y bebidas preferidas del familiar, hojas de coca, flores de colores y velas.

### Venezuela
En Venezuela el día 2 de noviembre se conmemoran los Fieles Difuntos en las localidades del Municipio José Félix Ribas, en el Estado de Aragua, donde se hace una festividad de sincretismo religioso, heredada de los indígenas, llamada el Baile de llora.